# Église Saint-Lubin de Bertricourt
Pour les articles homonymes, voir Église Saint-Lubin.
L'église Saint-Lubin de Bertricourt est une église située à Bertricourt, dans le département de l'Aisne, en France.

## Localisation
L'église est située sur le territoire de la commune de Bertricourt.